# Multi-facettierter Reflektor

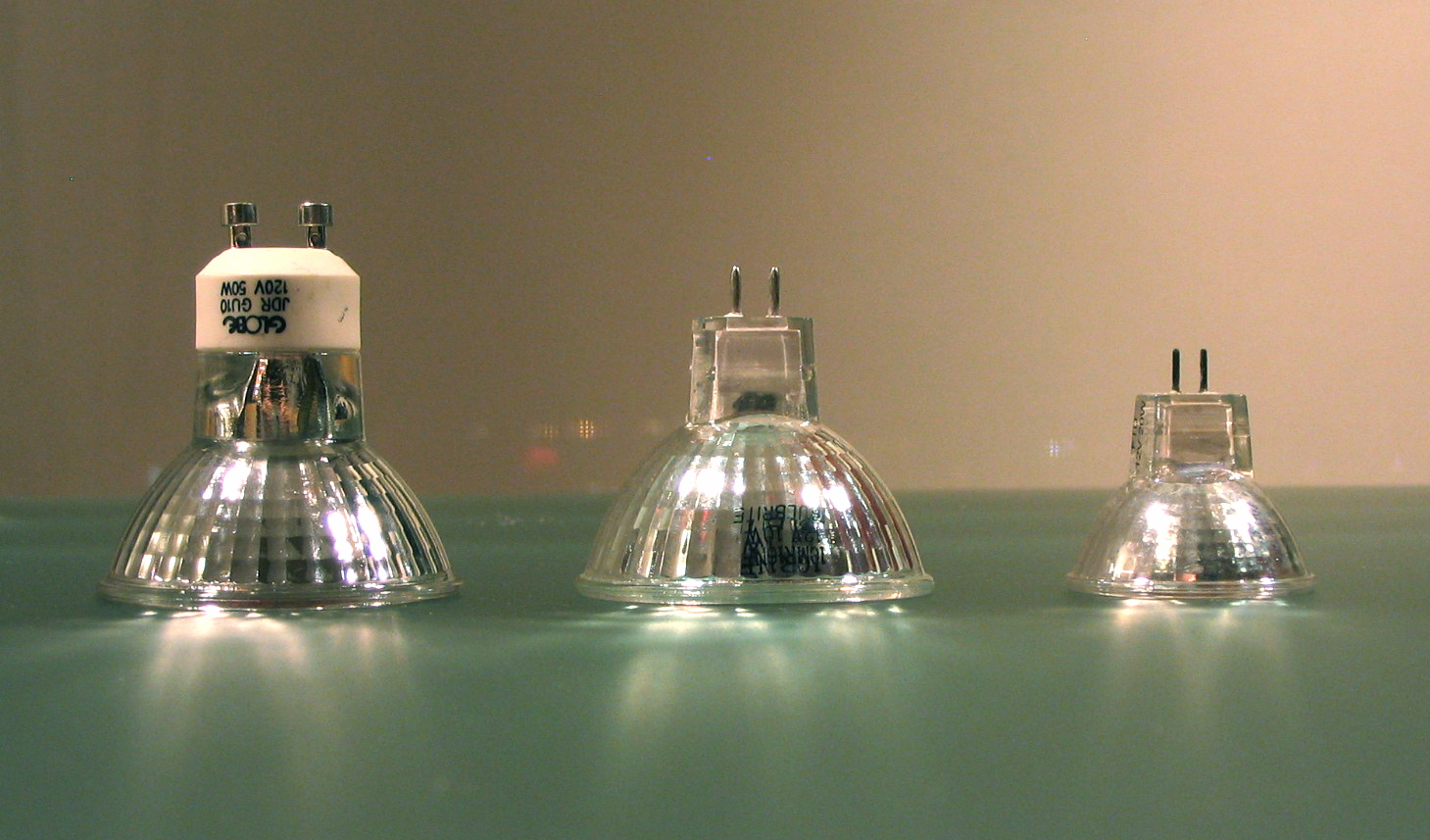
Von links nach rechts: MR16 mit GU10-Sockel, MR16 mit GU5.3-Sockel, MR11 mit GU4- oder GZ4-Sockel

MR-Lampen (bspw. MR16) sind ein Normformat des American National Standards Institute (ANSI) für Halogen-, LED- und fluoreszierende Lampen. MR steht dabei für multifaceted reflector (= multi-facettierter Reflektor).

## Identifizierung
MR-Lampen können anhand ihrer Kennzeichnung bestehend aus drei Buchstaben (gemäß ANSI) identifiziert werden. Jede Buchstabenfolge kennzeichnet einen speziellen Lampentyp, definiert durch die Leistung, gefolgt von der Lampenform und abschließend dem Strahlungswinkel. Die Zahl in der Lampenform (16, 11) bezieht sich auf den Durchmesser bezogen auf Achtel Zoll (also 16/8" bzw. 51 mm respektive 11/8" bzw. 35 mm).
Die meisten MR16-Lampen mit einem GU5.3-Stiftsockel sind für 12 Volt Wechselstrom gefertigt, die Lampen für 230/240 Volt besitzen meistens einen GU10-Bajonettsockel, um Verwechslungen zu verhindern.
Auf LED-Technologie basierende MR-Lampen sind auch mit 12 Volt Gleichstrom kompatibel, - teilweise können sich dabei aber die elektrischen Leistungsdaten ändern.

### Abmessungen
Standard MR16-Lampen mit GU5.3 Sockel: üblicherweise ca. 51 mm Durchmesser, Länge des Glaskörpers üblicherweise ca. 38 mm.

## Verwendung
Das MR-Format kommt sowohl bei LED- als auch bei Halogenlampen vor. Bei der LED-Version fehlt oft der typische Multifacetten-Reflektor. Für die kleineren Lampenausführungen wird oft die MR11- oder MR8-Norm verwendet, bei denen neben der kompakteren Bauform die Stifte näher beieinander liegen (GU4)

## Kennzeichnungen

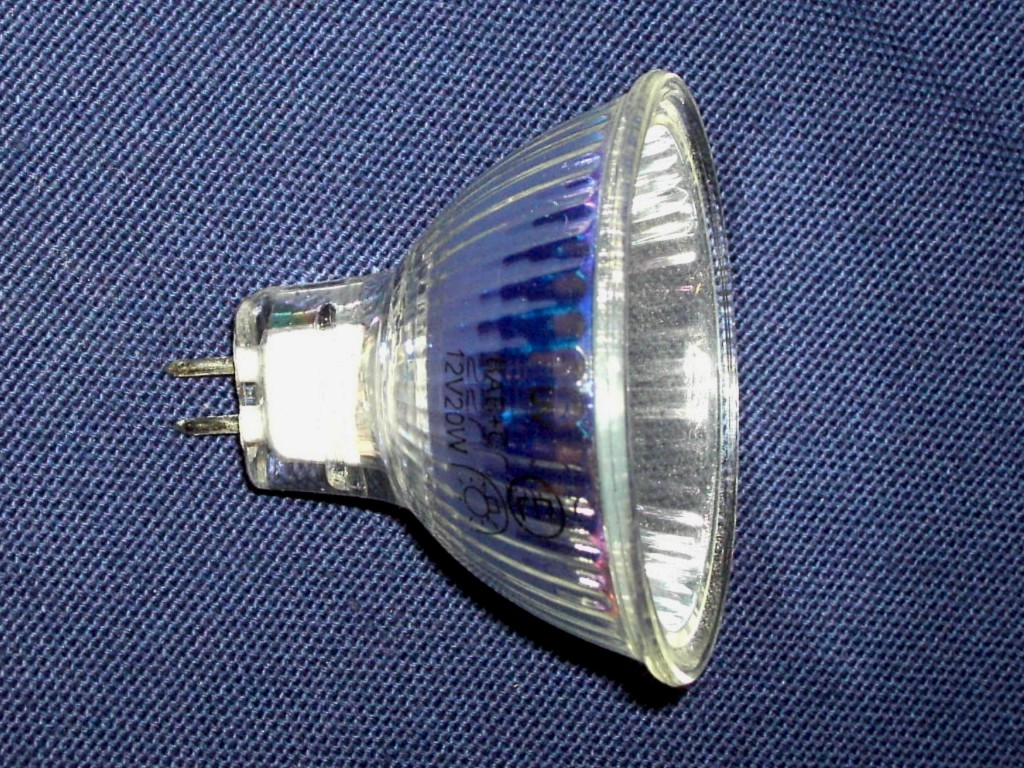
MR16 Halogenlampe

Die folgenden ANSI-Codes werden verwendet, um unterschiedliche Kombinationen von Leistungsvermögen und Strahlungswinkel der MR16-Lampen zu kennzeichnen.
- ESX: 20 Watt, 10 Grad (20MR16/10°)
- BAB: 20 Watt, 40 Grad (20MR16/40°)
- FMW: 35 Watt, 36 Grad (35MR16/36°)
- EXT: 50 Watt, 15 Grad (50MR16/15°)
- EXZ: 50 Watt, 25 Grad (50MR16/25°)
- EXN: 50 Watt, 40 Grad (50MR16/40°)
- FPA: 65 Watt, 15 Grad (65MR16/15°)
- FPC: 65 Watt, 25 Grad (65MR16/25°)
- FPB: 65 Watt, 40 Grad (65MR16/40°)
- EYF: 75 Watt, 15 Grad (75MR16/15°)
- EYJ: 75 Watt, 25 Grad (75MR16/25°)
- EYC: 75 Watt, 40 Grad (75MR16/40°)

Anmerkung: MR16-Lampen gibt es in vielen weiteren Varianten und Kennzeichnungen, die verwendeten Codes können sich auch zwischen den verschiedenen Lieferanten unterscheiden.
- VNSP (Very narrow spot): weniger als 8 Grad
- NSP (Narrow spot): 8–15 Grad
- SP (Spot): 8–20 Grad
- NFL (Narrow flood): 24–30 Grad
- FL (Flood): 35–40 Grad
- WFL (Wide flood): 55–60 Grad
- VWFL (Very wide flood): 60 Grad oder mehr